# Frank van Hattum
Francesco „Frank“ van Hattum  (* 17. November 1958 in New Plymouth, Neuseeland) ist ein ehemaliger neuseeländischer Fußballspieler und -funktionär. Der Torhüter nahm mit der neuseeländischen Nationalmannschaft an der Fußball-Weltmeisterschaft 1982 teil.

## Karriere

### Verein
Van Hattum verbrachte seine gesamte Spielerkarriere in Neuseeland, wo er für diverse Amateur- und semi-professionelle Vereine spielte.

### Nationalmannschaft
Sein Debüt in der neuseeländischen Nationalmannschaft gab van Hattum am 21. Februar 1980 gegen Fidschi. Anlässlich der Weltmeisterschaft 1982 in Spanien stand er im neuseeländischen Aufgebot. Etwas überraschend wurde er in allen drei Gruppenspielen an Stelle von Richard Wilson eingesetzt, der sämtliche 15 Qualifikationsspiele bestritten hatte.
Zwischen 1980 und 1986 absolvierte van Hattum insgesamt 28 Länderspiele für Neuseeland.

### Funktionärslaufbahn
Nach seiner aktiven Laufbahn war van Hattum Präsident des nationalen Fußballverbands New Zealand Football und Mitglied der FIFA-Verbandskommission.

## Erfolge
- Chatham Cup: 1978